# UltraISO
UltraISO – program komputerowy służący do tworzenia i edycji oraz konwersji plików ISO, używanych m.in. do przechowywania treści płyt CD/DVD. Jego producentem jest przedsiębiorstwo EZB Systems.
Pierwsza wersja programu została wydana 20 kwietnia 2002 i od tego czasu program jest rozpowszechniany na licencji shareware.

## Właściwości
- Tworzenie obrazów z płyt CD/DVD oraz z plików zlokalizowanych na dysku,
- Edycja plików ISO oraz ich konwersja do wielu innych formatów,
- Tworzenie bootowalnych obrazów CD/DVD oraz FDD,
- Tworzenie/edycja obrazów płyt audio,
- Obsługa wielu języków,
- Możliwość „podmontowania” obrazu ISO jako dysk wirtualny,
- Wersja próbna (30-dniowa) pozwala tworzyć obrazy nieprzekraczające 300 MB,
- Wbudowany odtwarzacz audio,
- Obsługa dysków UDF.

## Wymagania systemowe
- Procesor produkcji Intel/AMD,
- system operacyjny – Microsoft Windows 95/98/ME/NT/2000/XP/Server2003/XP Professional x64 Edition/Server 2003 x64/Vista/7/8.1/10 x32 oraz x64,
- Minimum 32 MB pamięci RAM,
- Przynajmniej 10 MB wolnej przestrzeni dyskowej,
- Napęd CD-ROM, CD-R/RW, DVD-ROM,
- Mysz (program obsługuje metodę „przeciągnij i upuść”).

## Format ISZ
UltraISO używa własnego formatu znanego jako ISZ. Format ten jest reklamowany jako „ISO Zipped” (zipowany ISO), mimo że nie jest zwykłym archiwum Zip. Format do kompresji danych wykorzystuje zlib lub bzip2 i obsługuje szyfrowanie AES. Specyfikacja formatu pliku jest dostępna publicznie na stronie EZB Systems.

## Podobne programy
- DVD Clone Factory
- MagicISO Maker
- IsoBuster
- MagicISO
- ImgBurn
- PowerISO[2]